# Samuel Jurkovič
Samuel Jurkovič (9. února 1796  Brezová pod Bradlom – 13. července 1873 Brezová pod Bradlom) byl slovenský učitel, vlastenec, národní buditel, kulturní činitel a zakladatel družstevnictví na Slovensku a prvního družstva v Evropě, i ve světě (Spolek "gazdovský v roce 1845).
Jurkovič publikoval ve Slovenských pohľadech, Obzoru, Cirkevních listech. Vydal několik školských učebnic. Spolu s J. M. Hurbanem založil Slovenské národné divadlo nitranské.
Psal také národně orientované básně.

## Život

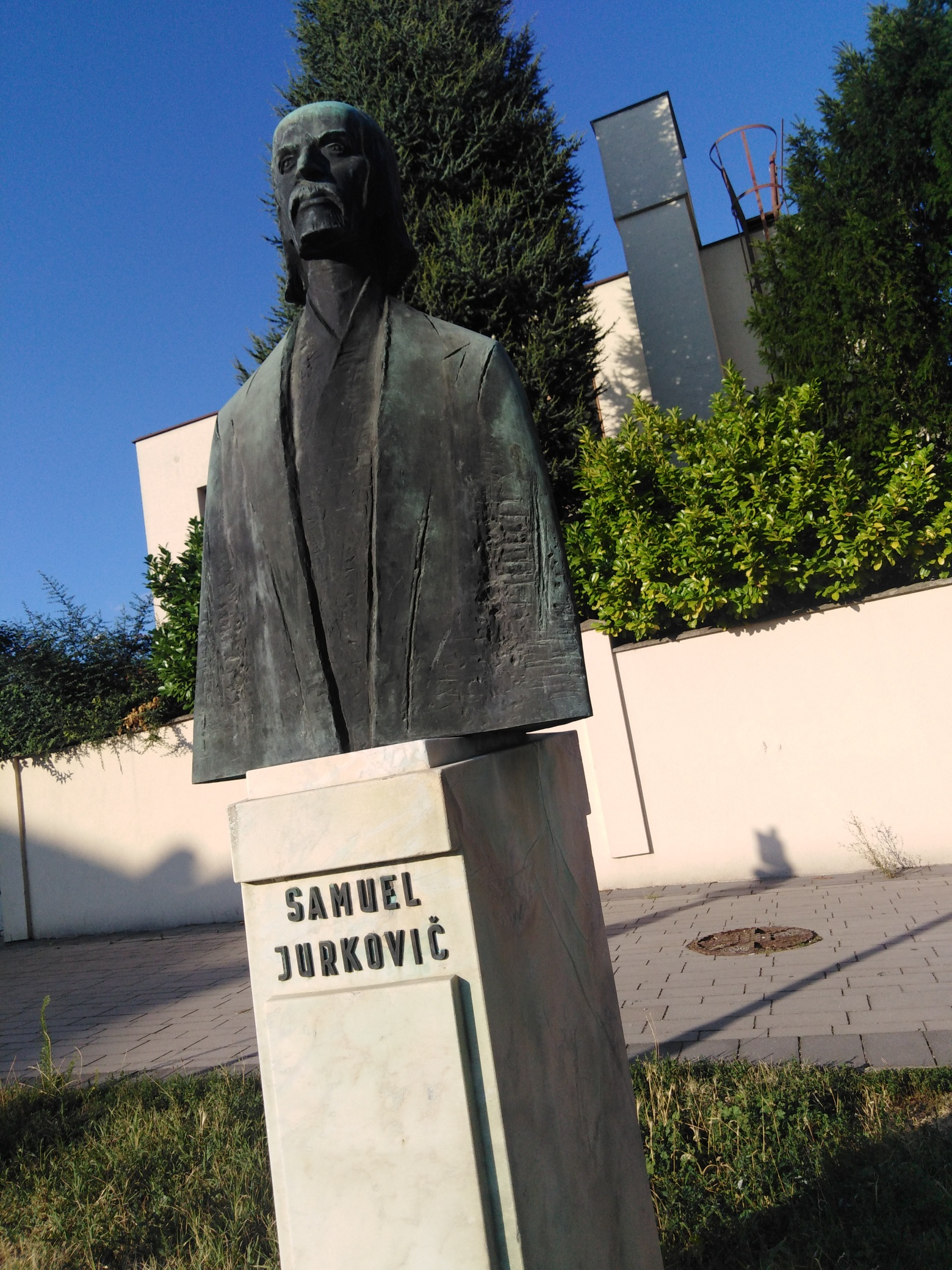
Socha Samuela Jurkoviče, národního buditele a zakladatele prvního družstva ve střední Evropě (Spolek Gazdovský) v bratislavské Rači

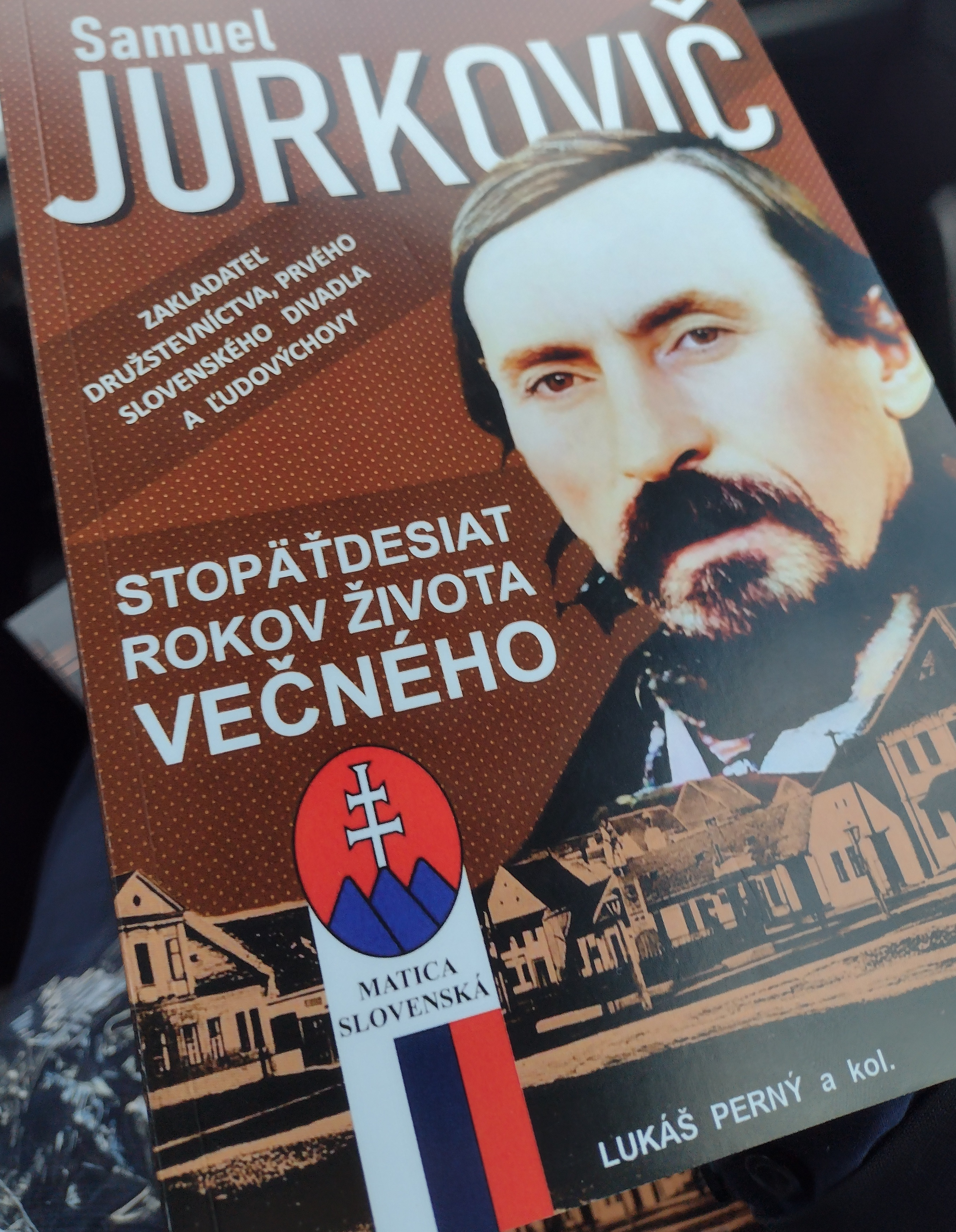
Kniha o Jurkovičovi z produkcie Matice slovenské

Samuel Jurkovič bojoval za povznesení chudého lidu, organizoval divadelní spolky, byl spoluzakladatelem Slovenského národního divadla nitranského.
V roce 1844 založil v Sobotišti první družstvo ve střední Evropě „Gazdovský spolok“, který pro své členy obstarával levný úvěr z prostředků, které vznikaly pravidelným spořením. Jeho členové se museli mimo jiné zavázat k mravnímu životu – „vyvarovat se opilectví, nočnímu toulání a hraní karet“ – a každý rok museli vysadit dva stromy na obecním pozemku. Přes krátkou dobu svého trvání, do roku 1851, tak vytvořil základ družstevního hnutí na Slovensku. Ľudovít Štúr o spolku prohlásil:
My by sme si srdečne priali, aby sa takéto znamenité ústavy po celom našom kraji pozakladali a ľud náš pomaly z mnohého zlého vytrhovať pomáhali. Krásna, znamenitá to myšlienka, krásny znamenitý ústav!
Fraňo Ruttkay, Jurkovičuv životopisec v knize o Jurkovičovi uvedl:
Do malého mestečka Sobotišťa sa k Jurkovičovi nedostali správy o významnom čine anglických priekopníkov a tak realizuje družstevnú myšlienku samostatne, bez cudzích vplyvov a príkladov, iba na základe naliehavých potrieb slovenského ľudu.
Po potlačení revoluce v roce 1848 byl pronásledován a odešel nejprve na Moravu (Rusava) a pak do Prahy, kde se podílel na činnosti vlasteneckých organizací Slovanská lípa a Slovanská beseda. Po návratu na Slovensko pokračoval ve své osvětové a obrozenecké činnosti.

### Pedagogický a osvětový odkaz
Zasloužil se rovněž o zvýšení úrovně vesnických škol, zakládal čtenářské spolky a knihovny. Ve své koncepci navázal na Jana Amose Komenského. Vytvořil několik učebnic a pedagogických pomůcek.

#### Sociální odkaz
Jurkovič tvořil levicovou linii národního osvobození. Jeho odkaz je silně komunitaristický a vlastenecký. Zdůrazňoval potřebu národní a sociální obrody slovenského národa ze zlé sociální situace díky vzděláni (knihovny, čítárny, nedělní školy) a materiální svépomoci (družstva, spolky). V Novém Městě nad Váhem podpořil protifeudální povstání a přivítal také zrušení poddanství a otroctví.

### Environmentální odkaz
Jurkovič propagoval pěstováni různých plodin od vinic, ovocných stromů až po různé odrůdy exotických stromů. Kultivoval také okolní krajinu v obcích, kde působil. Součástí pravidel Spolku gazdovského bylo také povinné vysazování stromů pro členy družstva (vysadili přes 120 stromů). V obci Sobotiště díky tomu dodnes stojí háj zvaný Lipnica.

### Příbuzenstvo
Jeho vnukem byl známý architekt Dušan Jurkovič, a po dceři Svetozár Hurban Vajanský (syn Jozefa Miloslava Hurbana). První dcera, budoucí žena J. M. Hurbana, Anna Jurkovičová se stala významnou divadelní herečkou, o druhou dceru Jurkoviče projevil zájem básník Mikuláš Dohnány, láska ale skončila tragicky.

### Strom Samuela Jurkoviče

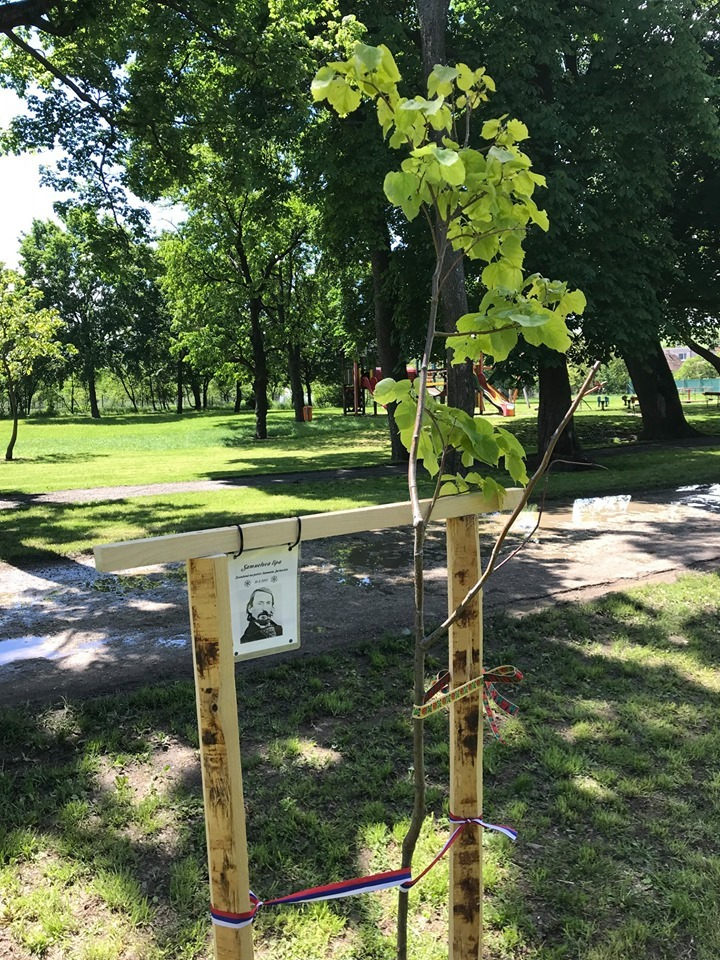
Strom Samuela Jurkoviče v Sobotišti

V obci Sobotište se uskutečnila konference, kterou uspořádalo občanské sdružení Slavica ve spolupráci s obcí Sobotište a sdružením DAV DVA. Bylo to uctění památky zakladatele slovenského družstevnictví, národního buditele Samuela Jurkoviče, jakož i seriózní debata o budoucnosti slovenského družstevnictví a celého hospodářství. Konala se přímo na místě, kde Samuel Jurkovič založil vůbec první družstvo – v obci Sobotište. Účastníci konference vysadili na počest strom Samuela Jurkoviče.

### Kniha
V roce 2023 vychází v Matici slovenské kniha Samuel Jurkovič: 150 let života věčného věnovaná životu a ideovému odkazu Samuela Jurkoviče (Lukáš Perný). Kniha je voľne k dispozicii na Wikimedia Commons.

## Citáty[4]
„Jedine skrze spojené síly na nohy se postaviti bude moci.“
"Nie je Slovák len duchovne zanedbaný, ale poľutovania hodná jeho bieda svedčí o materiálnom zanedbaní. Pomôž mu najprv, aby sa materiálne zmohol, a stvoríš z neho podstavok, tak ho potom z hnusného ožralstva vykúpiš a zaraz zasvätíš k vyššiemu vzdelávaniu v nedeľnej škole." Samuel Jurkovič (cit. podľa Ruttkay 1965, s. 103
"Čo tam po takom živote, ako mám ja, keď ma každá maličkosť zrazí, keď sa vypliesť pre tú sprostú ostýchavosť, ústupnosť, neráznosť nevládzem, a len všetko hlucho trpím, každému ustupuje, svetu viac bez uznalosti prajem, robím a tak sa zožieram pre nič, za nič . . . čo môžem, robím a sa rád namáhám, trebárs mi to žiaden ani neuzná, tým mieň odplatí, – tak ako rosa ovlažuje byliny, trebárs ju nevidieť . . ." Samuel Jurkovič J. M. Hurbanovi. Na Brezovej 11. 7. 1851. Jurkovičská pozostalosť, LAMS
"Spočiatku ústavu gazdovského zámera jeho bol len číry materializmus, len peniaze zozbierať a nimi si pomáhať. Ale v dobrých rukách sa aj blato na zlato premenilo… preto sa údovia napomínali ku šlechetnosti a mravnosti… k usilovnosti a vernosti v svojom povolaní, ku schranlivosti a opatrnosti, mládež viedla sa k čistote a k poriadku… vystríhala sa pred nočným túlaním, hraním v karty… horlivo sa hromžilo na hnusné opilstvo… a tak sa aj budúceme riadenému verejnému spolku miernosti cesta kliesnila. Ponúkali sa tiež údovia ku vzdelávaniu samých seba, k čítaniu knižiek atď. …milé bolo okamžite vidieť tie pohnuté, preniknuté srdcia zhromaždených, ktorí nielen na toto mileradi pristali, ale to aj hneď za svoj nezmeniteľný mravný zákon prijali a podľa toho sa spravovať jednomyseľne posľubovali, a hneď i životom svojím ako preporodení to dokazovali, teda čo sľúbili, to aj splnili a jeden na druhého striehnuť sa strojili, aby celý ústav zachoval neporušený…“ Samuel Jurkovič, podľa Ruttkay 1965, s. 10
„…najvetší prekážka každého obecného podnikání jest naša kutkovistost a seběckost, z čehož jen škodu sami cítime.“
"Páni velice trescú lid, kterí pred rokom v horách dreva více porúbal, a kterí šenkovali po vyijí slobody, až včil jich bijú, areštujú, na penízech velice poutujú; na to sa lid bránit počína, co už byl okúsil slobodu, podľa svojho výkladu aj devátky a roboty od svobodných živností násilne vybírajú…" Samuel Jurkovič Danielovi Slobodovi, 1849
"Potrebné je, aby žiaci videli, kde len k tomu príležitosti majú, čím najviac prirodzených predmetov, rozličné stroje, obrazy, zbierky; ale každá vec im má byť dôkladne, obšírne, všestranne vysvetľovaná, aby ju z pohľadu dokonale pochopil." Jurkovič, 1852 (Ruttkay 1964, s. 40)

## Knihy o Samuelovi Jurkovičovi
- Fraňo Ruttkay: Samuel Jurkovič: Priekopník slovenského družstevníctva
- Samuel Jurkovič. Priekopník Slovenského Družstevníctva a jeho doba. Druhé prepracované a doplnené vyd
- Fraňo Ruttkay: The First Credit Co-operative Society in Europe
- Jana Ďurišová-Rubanská: Samuel Jurkovič (1796-1873)
- Oto Virsík: V službách národa: výrobné a živnostenské družstvá v stopách Samuela Jurkoviča
- Stanislav Suchožová: Najstarší kriesitel života národného v Nitriansku
- Lukáš Perný a kol.: Samuel Jurkovič: Stopäťdesiat rokov života večného. Zakladateľ družstevníctva, prvého slovenského divadla a ľudovýchovy